# Tenis na Mediteranskim igrama 2013. – Muškarci pojedinačno
Tenis na Mediteranskim igrama 2013. – Muškarci pojedinačno je teniski turnir održan u Mersinu, Turska, od 24. do 29. lipnja.

## Nositelji
- 1. Malek Jaziri
- 2. Marsel Ilhan
- 3. Blaž Rola
- 4. Marco Cecchinato  (Četvrtfinale)

## Rezultati

#### 1.kolo
- (1) Malek Jaziri  slobodan u 1.kolu
- Albert Alcaraz Ivorra  – Markos Kalovelonis  6:4, 7:5
- (3) Blaž Rola  – Mohanad Al-Houni  6:2, 6:0
- Stefano Travaglia  – Anil Yuksel  6:1, 6:4
- Mohamed Haythem Abid  – Shendrit Deari  6:2, 6:4
- David Perez Sanz  – (4) Marco Cecchinato  1:6, 3:6
- Faaris Ghasya  – Lucas Catarina  6:3, 6:1
- Tomislav Ternar  – (2) Marsel Ilhan  7:6 (5), 1:6, 3:6

#### Četvrtfinale
- (1) Malek Jaziri  – Albert Alcaraz Ivorra  3:6, 7:6 (8), 6:1
- (3) Blaž Rola  – Stefano Travaglia  4:6, 6:3, 6:2
- Mohamed Haythem Abid  – (4) Marco Cecchinato  6:4, 1:6, 7:6(6)
- Faaris Ghasya  – (2) Marsel Ilhan  4:6, 1:6

#### Polufinale
- (1) Malek Jaziri  – (3) Blaž Rola   3:6, 2:6
- Mohamed Haythem Abid  – (2) Marsel Ilhan  5:7,3:6

#### Finale
- (3) Blaž Rola  – (2) Marsel Ilhan   6 :7, 6:2, 3 :6, 7:6, 6:2

#### Bronca
- (1) Malek Jaziri  – Mohamed Haythem Abid  –  7:5,  6:3[1]